# Éthique de la psychologie
 (juillet 2016).
Comme la médecine, la psychologie est une profession qui répond a des règles strictes, pour le respect des patients autant que des praticiens.

## Code de déontologie des psychologues
Le code de déontologie des psychologues a été rédigé le 25 mars 1996. Trois organisations principales sont signataires : L'AEPU, l'ANOP, la SFP. En fait, il y a une vingtaine d'autres organisations signataires. Il a été actualisé le 4 février 2012.
Il n'a pas de validité juridique et ne protège donc pas davantage les usagers contre les abus de conduite du psychologue que les psychologues contre les abus de pouvoir de leur hiérarchie.
En réalité, la connaissance du droit commun permet au psychologue de garantir un service de qualité. Pour prendre un exemple, le secret professionnel évoqué dans le code de déontologie des psychologues n'a aucune valeur juridique. Il est donc préférable de se référer au droit commun. L'article 9 du Code Civil protège la vie privée et le Code Pénal, article 226-1, punit « d'un an d'emprisonnement et de 45 000 € d'amende le fait, au moyen d'un procédé quelconque, volontairement, de porter atteinte à l'intimité de la vie privée d'autrui ». De plus, les psychologues exerçant dans les trois fonctions publiques (état, territoriale et hospitalière) sont tenus au secret professionnel par l'article 26 de la Loi no 83-634 du 13 juillet 1983 portant droits et obligations des fonctionnaires et l'article 226-13 du Code pénal : «... La révélation d'une information à caractère secret par une personne qui en est dépositaire soit par état ou par profession, soit en raison d'une fonction ou d'une mission temporaire, est punie d'un an d'emprisonnement et de 15 000 € d'amende. »

## Éthique en psychothérapie
En plus des prescriptions du Code de Déontologie, concernant le respect du patient dans sa singularité, le psychothérapeute est tenu de se conformer à une éthique primordiale pour son patient aussi bien que pour le respect de son propre métier.
Cette éthique de soin s'applique à tous les thérapeutes, quelle que soit leur théorie de référence et leur méthode thérapeutique.

### La suggestion
Voir aussi Hypnose et Hypnose ericksonienne
À plus ou moins grand degré, tous les thérapeutes ont recours, volontairement ou non, à la suggestion.
Les thérapeutes pratiquant l'hypnose bien évidemment, sans négliger les autres thérapies, comme les thérapies comportementales et cognitives (TCC) : la question de la suggestion en psychanalyse a été longuement débattue et le débat n'est pas encore épuisé.
En effet, comment éviter l'influence et la suggestion dans une thérapie par la parole ?
L'intérêt particulier du thérapeute pour tel élément du discours du patient par exemple suffit à orienter la réflexion du patient dans un sens plutôt qu'un autre.
Pour la santé du patient, il est essentiel de réfléchir à sa propre conduite de thérapeute et à ce qu'elle peut induire chez lui : le risque est grand d'aggraver la pathologie, sinon de ne pas la soulager.
Exemple en psychanalyse de controverse à propos de la suggestion : le traitement par Freud de l'homme aux loups. Dans la préface de l'ouvrage éponyme de Freud (in L'homme aux loups, aux PUF, édition de 1990), P. Mahony exprime clairement les doutes de la communauté analytique face à la résolution du cas de l'homme aux loups, suspectant et décelant dans le récit clinique de Freud une utilisation obstinée de la suggestion. L'homme aux loups ne s'estima jamais guéri : on voit bien les dangers du désir du thérapeute, lorsqu'il n'est pas suffisamment élaboré et réfléchi.
Voir : Contre-transfert.

### S'imposer des limites
Certaines thérapies corporelles utilisent le toucher. Dans ce cas, il est évident que la responsabilité du thérapeute est accrue. Tout toucher à caractère sexuel est proscrit. De plus, le thérapeute doit également être attentif au désir du patient envers sa personne, qui est augmenté par la proximité intime du toucher.
Par exemple : M-A Sechehaye a, au cours du traitement d'une patiente schizophrène, été amenée à la nourrir symboliquement au sein, en tenant contre sa poitrine une pomme qu'elle lui donnait à manger. Même si cette méthode a pu être motivée par le référentiel théorique du thérapeute (régression symbolique s'étayant sur la réalité, régression de la patiente aux instants de frustration pour la « réparer »), on peut se demander si aujourd'hui une telle pratique serait acceptée par la profession dans son ensemble aussi bien par les patients que par leurs proches.

### L'obligation de remise en question

#### Transfert et Contre-transfert
Si le transfert en psychanalyse est une réactualisation des mouvements affectifs infantiles envers le thérapeute (tendresse et hostilité), et donc d'une grande utilité pour le psychanalyste, le contre-transfert n'est pas non plus à négliger.
Celui-ci représente les mouvements affectifs, d'attirance ou de répulsion, induits chez le thérapeute par le patient, et peut être compliqué par sa propre histoire. Il convient donc de comprendre son contre-transfert dans la cure, et de ne pas le négliger ou chercher à l'éliminer sous peine de préjudices pour le patient. Il est nécessaire alors de le réfléchir, de l'élaborer.

#### Remise en cause des acquis théoriques
Il est très important dans le domaine de la psychothérapie, quelle que soit la théorie de référence, de ne pas chercher à intégrer le patient de force dans une nomenclature qui ne lui convient pas.
La clinique doit nourrir la théorie, et non l'inverse : il faut impérativement être capable d'interroger son corpus de connaissances pour le remettre en question au fur et à mesure que la clinique thérapeutique le demande.
L'acte thérapeutique doit en effet pouvoir s'adapter au patient, à sa personnalité, son histoire, et à sa demande.

## Déontologie pratique dans la thérapie

### Devoirs du professionnel
- Qualité des soins.

Dès lors qu'il s'est engagé dans un contrat thérapeutique avec une personne, le psychothérapeute s'engage à lui donner personnellement les meilleurs soins. Le psychothérapeute doit exercer sa profession de manière compétente et dans le respect de l’éthique. Il doit se tenir au courant des recherches et du développement scientifique de la psychothérapie - ce qui implique une formation continue permanente. Le psychothérapeute est dans l’obligation d’assumer ses responsabilités compte tenu des conditions particulières de confiance et de dépendance qui caractérisent la relation thérapeutique. La responsabilité des psychothérapeutes au niveau de la société exige qu’ils travaillent à contribuer au maintien et à l’établissement de conditions de vie susceptibles de promouvoir, sauvegarder et rétablir la santé psychique, la maturation et l’épanouissement de l’être humain.
- Obligation de fournir des informations exactes et objectives.

Les informations fournies au patient concernant les conditions dans lesquelles se déroule le traitement doivent être exactes, objectives et reposer sur des faits. Toute publicité mensongère est interdite. Il ne peut y avoir de promesses irréalistes de guérison.
- Appel à un tiers.

À cet effet, et s'il l'estime utile, il fait appel à la collaboration de tiers. Si nécessaire, le psychothérapeute doit travailler de manière interdisciplinaire avec des représentants d’autres sciences, dans l’intérêt du patient/client mais avec son accord préalable.
- Devoir de réserve et secret professionnel.

Conscient de la relation très spécifique qui le lie à ses patients, le psychothérapeute observe une attitude de réserve en toutes circonstances ; le psychothérapeute est soumis aux règles usuelles du secret professionnel qui s'étend à tout ce qu'il a vu, entendu ou compris au cours de sa pratique. Le psychothérapeute prend toutes les précautions nécessaires pour préserver l'anonymat des personnes qui le consultent ou l'ont consulté. Si des raisons thérapeutiques nécessitent la collaboration avec une personne donnant des soins au patient, le psychothérapeute ne peut partager ses informations qu'avec l'accord du patient. Cet accord est implicitement donné dans un processus de cothérapie. En séance collective, formation, stage, ateliers, le psychothérapeute prescrit aux membres du groupe une obligation de secret quant à l'identité des participants et de discrétion sur le déroulement des séances.
- Abstinence sexuelle.

Le psychothérapeute s'abstient de toutes relations sexuelles avec ses patients, ainsi qu'avec ses stagiaires, participants aux ateliers et aux conférences, ainsi qu'avec toute personne qui l'approchera dans le cadre large de son travail thérapeutique.
- Respect de l'individu.

Le psychothérapeute respecte l'intégrité et les valeurs propres du patient dans le cadre du processus de changement. En séance de groupe, etc., le psychothérapeute interdit le passage à l'acte sexuel entre les participants et tout acte physique dommageable aux personnes et aux biens. Le psychothérapeute est tenu d’utiliser sa compétence dans le respect des valeurs et de la dignité de son patient/client au mieux des intérêts de ce dernier.
- Sécurité physique.

Dans le cadre de sa pratique, le psychothérapeute instaure une règle de non-violence sur les personnes et les biens. Il est de plus couvert complètement par des contrats d'assurance adaptés en vue d'assumer tout ce qui tomberait dans le cadre de sa responsabilité civile et morale vis-à-vis du patient etc.
- Continuité.

Le psychothérapeute se doit d'assurer la continuité de l'engagement psychothérapeutique ou d'en faciliter les moyens. Afin de promouvoir l’évolution scientifique de la psychothérapie et l’étude de ses effets, le psychothérapeute doit, dans la mesure du possible, collaborer à des travaux de recherche entrepris dans ce sens. Les principes déontologiques définis plus haut doivent également être respectés à l’occasion de ces travaux de recherche et lors de leur publication. Les intérêts du patient/client restent prioritaires.
- Changement de thérapeute.

Le psychothérapeute est conscient des liens spécifiques mis en place par une thérapie précédemment engagée avec un confrère. Dans le cas d'une consultation en vue de changer de thérapeute, il facilitera l'analyse de la difficulté qui a surgi.

### Devoirs du patient
Pour le patient, s’engager dans une thérapie implique :
Le patient a sa responsabilité propre et est conscient de la nécessité d'une coopération active et permanente dans le cadre strict
de la thérapie. Il veillera également à
- se mettre dans un vrai processus d'auto-guérison et devenir ainsi conscient de sa propre responsabilité à s'auto-libérer.

Il veillera autant que possible, à limiter les résistances conscientes au processus de changement dans lequel il aura été invité à s'inscrire,
- respecter et honorer ce à quoi il se sera engagé de faire pour lui-même dans le cadre du travail thérapeutique, autant que possible,
- respecter et honorer les rendez-vous pris,
- en cas d’empêchement, prévenir immédiatement ou le plus rapidement possible.

## Recherche et expérimentation humaine

### Consentement éclairé
Ici deux points de vue s'affrontent. En effet, alors que certains chercheurs [Qui ?](anglo-saxons pour la majorité) estiment que la personne participant à la recherche doit être mise au courant du but effectif des auteurs, d'autres [Qui ?] pensent que le participant ne doit pas le savoir, pour éviter tous biais expérimentaux (Effet Hawthorne, désirabilité sociale...). Ce dernier point de vue est appliqué principalement par deux techniques (la passation en double aveugle, et l'affabulation) qui ne sont pas sans apporter des problèmes éthiques, du fait que les participants ne peuvent donner leur accord préalable en connaissance de cause.
Cependant, les chercheurs y répondent en mettant en place un debriefing (ou démystification) servant à annoncer aux participants, dès la fin de l'expérimentation, les détails, les buts poursuivis, et les hypothèses, de façon simplifiée mais exacte, afin que le participant comprenne à quoi il a contribué exactement.